# Yuta Shimomura
Yuta Shimomura (født 1. maj 1990) er en japansk tidligere professionel fodboldspiller.
Han har spillet for flere forskellige klubber i sin karriere, herunder AC Nagano Parceiro og FC Ryukyu.